# Батир-хан (син Болекей-султана)
Батир Багадур-хан (каз. Батыр Баһадүр хан; помер 1680) — казахський правитель, хан Казахського ханства від 1652 до 1680 року.

## Життєпис
Зійшов на престол 1652 року після смерті свого племінника, Жаханір-хана.
Відповідно до історичних джерел Батир був ханом ще 1617 року, за правління Єсім-хана, причому його держава називалась Топінською. Таким чином Батир-хан був двоюрідним братом Єсім-хана.